# Thomas Palme
Thomas Palme (* 1967 in Immenstadt) ist ein deutscher Künstler.

## Leben
Thomas Palme wurde in Immenstadt geboren. Sein Vater war Prokurist, seine Mutter Hausfrau. Bereits seine Schulhefte, sowie alle Klassenarbeiten waren zwanghaft übersät mit Kritzeleien. 1982 verließ er die Schule, um zunächst am Leopold-Mozart-Konservatorium in Augsburg Kontrabass zu studieren. 1983 begann er ein Studium an der Akademie der Bildenden Künste in München bei Hans Baschang, um kurz darauf für ein Jahr an die Akademie der Bildenden Künste nach Wien zu wechseln. Von 1988 bis 1994 besuchte er an der Kunstakademie Düsseldorf die Klassen von Tony Cragg und Michael Buthe. Obwohl er sein Studium offiziell mit Diplom abschloss, nahm er nur spärlich am Unterricht teil, da er von den Professoren laut Eigenaussage nichts lernte. Ab 1992 zeichnete sich eine Psychose ab, da er nicht wusste, mit welcher Hand er zeichnen soll. Palme hat die Gabe, mit beiden Händen gleich gut zeichnen und schreiben zu können, doch empfindet er, dass jede Hand für eine andere Ausdrucksqualität steht. Da ihm niemand sagen kann, was er tun soll, hörte er auf künstlerisch tätig zu sein und arbeitete für verschiedene Kunsttransportfirmen. Erst 2001 begann er inmitten einer existenziellen Ausnahmesituation wieder zu zeichnen. Er entwickelte eine Technik, bei der er mit beiden Händen wechselseitig und teilweise gleichzeitig arbeitet. Im selben Jahr führte er bei Aufenthalten im Allgäu auch seine ersten Performances durch. 2007 zog Palme zurück ins Allgäu, wo er heute noch lebt. Von 2010 bis 2014 stritt er vor Gericht erfolgreich gegen seinen ehemaligen Verleger und Mentor um die Herausgabe von tausenden Arbeiten. Er lebt und arbeitet in Immenstadt im Allgäu.

## Arbeit
Obwohl Palme kurze Performances für die Kamera durchführt und auch schon kleinere Bronzeplastiken angefertigt hat, ist sein primäres künstlerisches Ausdrucksmedium die Zeichnung. „Sie bestimmt alles! Sie bestimmt den Künstler und sie bestimmt das Werk.“ Er meint auf einem Blatt sogar: „Ich zeichne nicht mehr selbst, es zeichnet irgendwie durch mich hindurch.“ Jedes Jahr entstehen so rund 1000 Zeichnungen in Bleistift auf Papier. Palme arbeitet immer mit denselben Bleistiftstärken auf demselben Papier in denselben Formaten. Neben seinem Standardformat 65 × 50 cm, hat er auch großformatige Serien in den Maßen 150 × 120 cm geschaffen wie die Zyklen „Die Künstlerhure“ oder „Transformation“.
Im Zentrum seines Werks steht immer der Künstler als exemplarischer Stellvertreter der Gesellschaft, eingespannt zwischen den Triebkräften Eros und Thanatos. Die Titel und Textteile sind ein essenzieller Bestandteil seiner Zeichnungen. Durch das Wort erhalten die Darstellungen oft jene Wendung ins Ironische und Doppelbödige, die durch die teils provokanten und herausfordernden Sujets alleine nicht offensichtlich wäre. Palmes Einflüsse kommen daher auch stärker aus der Literatur als aus der bildenden Kunst. Es sind Autoren wie Giacomo Leopardi, Charles Baudelaire, Emily Dickinson, Ezra Pound oder T. S. Eliot, die sich als Referenz in seinen Bildtexten und Darstellungen finden. In Analogie zur „confessional poetry“ spricht er von seinen Zeichnungen auch als „confessional drawing“.
Palme bezieht sich auf jene Künstler und Literaten, die wussten, dass der Tod dem Leben eingeschrieben ist und die im Bewusstsein dieser Ohnmacht gearbeitet haben. Er entwirft in seinen Zeichnungen „eine Welt der Obsessionen und Verdrängungen, der Begierden und Leidenschaften, der Zwänge und Ängste […] und beschreibt dabei den ganz normalen Wahnsinn, die Lächerlichkeit und Tragödie des Mensch-Seins.“ „Bei ihm kommt immer die doppelte Zeichnung zum Ausdruck und dies nicht, weil er mit beiden Händen gleich gut und teilweise gleichzeitig zeichnet, sondern es ist die Zeichnung, die er als Mensch erfahren hat, das Gezeichnetsein durch die Gesellschaft und die Zeichnung dieser Erfahrung auf dem Blatt Papier.“
Die Zeichnungen vom Thomas Palme werden im Internet veröffentlicht.

## Öffentliche Sammlungen (Auswahl)
- Neue Galerie Graz, Universalmuseum Joanneum
- Kunstsammlung Land Niederösterreich
- Leopold Museum, Wien

## Ausstellungen (Auswahl)
- 2018: Schiele Brus Palme. Absturzträume. Leopold Museum Wien
- 2017: Du und Ich, Zeichenstrich. Günter Brus + Thomas Palme. galerie GALERIE, Wien
- 2016: PALM-CAT 666. Martinetz, Köln
- 2016: Sternstunde Zeichnung. Galerie Michael Haas, Berlin
- 2016: Yoga Dog. Kai Erdmann Galerie, Hamburg
- 2015: Das gezeichnete Ich. BRUSEUM/Neue Galerie Graz
- 2014: Bronzen & Zeichnungen. Teapot, Köln
- 2013: Die schöne Müllerin. Art-Depot, Innsbruck
- 2012: Die kleine Wochenschau. Teapot, Köln
- 2011: The one hundred most important men in history. stageBACK / Eastlink Gallery Shanghai
- Thomas Palme – Galerie Jean Pierre Ritsch – Fisch, Straßburg
- 2010: Lost or Damned! Galleri Christoffer Egelund, Kopenhagen
- 2010: Artwhores, Künstlerhuren, Soloshow auf der Armory Show, New York
- 2010: Rising Spinett. Philipp Konzett Galerie, Wien
- 2010: Rotten Home. Einen besseren Künstler habt ihr nicht verdient! Factory/Kunsthalle Krems
- 2010: Animal Sprit. Galerie Jean Pierre Ritsch-Fisch, Straßburg
- 2009: MADNESS; BOOZE AND SOCIAL PHOBIA. stageBACK / Eastlink Gallery Shanghai (auf Einladung vom Goethe-Institut Shanghai)
- 2008: W.A.L.D. Teapot, Köln
- 2008: The Noise. Andreas Grimm, New York City
- 2008: Rezession, Klimawandel und Tod. Kunstraum BLAST, Köln
- 2007: Mösendorfer Blechsalat. Galerie Philipp Konzett, Wien
- 2007: Wer schaut denn da herein? Galerie Michael Haas, Berlin
- 2006: Colonia Dignidad. Kudlek van der Grinten Galerie, Köln
- 2004: The Welterman Time-Shock. Guild & Greyshkul, New York City
- 2004: Ich will nicht stigmatisiert sein. Galerie Parisa Kind, Frankfurt/Main
- 2003 Shakira47. Galerie Parisa Kind, Frankfurt/Main

## Veröffentlichungen
- Size Does Matter. Large Drawings 2008 – 2009. Köln: Darling Publ. 2009, ISBN 978-3-941765-03-0
- Selfportraits & der Ego-Haiko-Zyklus. Köln: Darling Publ. 2009, ISBN 978-3-941765-08-5